# Zsolt Balogh
Zsolt Balogh (Orosháza, 29 de marzo de 1989) es un jugador de balonmano húngaro que juega como lateral derecho en el Győri ETO KC. Es internacional con la selección de balonmano de Hungría.

## Palmarés

### Pick Szeged
- Copa EHF (1): 2014
- Liga húngara de balonmano (1): 2018
- Copa de Hungría de balonmano (1): 2019

## Clubes
- PLER KC (2005-2012)
- SC Pick Szeged (2012-2019)
- Tatabánya KC (2019-2022)
- Ferencvárosi TC (2022-2024)
- Győri ETO KC (2024- )